# Atlanticus magnificus
Atlanticus magnificus är en insektsart som beskrevs av Tinkham 1941. Atlanticus magnificus ingår i släktet Atlanticus och familjen vårtbitare. Inga underarter finns listade i Catalogue of Life.